# Live from Chapman Studios
Live from Chapman Studios è un EP del gruppo musicale statunitense Trivium, pubblicato nel 2011.

## Descrizione
Pubblicato in vinile da 10", contiene tre tracce registrate durante l'esibizione in studio dei Trivium ai Chapman Studios di Orlando, già pubblicata nella sua interezza, su DVD, nell'edizione speciale di In Waves e in estratti video su YouTube.

## Tracce
Lato A
1. Down from the Sky (Live) – 5:12

Lato B
1. Built to Fall (Live) – 3:03
2. Black (Live) – 3:18

## Formazione
- Matt Heafy – voce, chitarra
- Corey Beaulieu – chitarra, voce secondaria
- Paolo Gregoletto – basso, voce secondaria
- Nick Augusto – batteria